# Quinty Trustfull
Quinty Regina Trustfull-van den Broek (Amsterdam, 6 oktober 1971) is een Nederlands televisiepresentatrice en voormalig model.

## Biografie
Trustfull werd op haar 8ste gevraagd voor haar eerste modellenklus: een foto op de verpakking van Frolic hondenbrokken. Jarenlang stond zij op die verpakking. Haar vader was eigenaar van een biljartfabriek in de Van Ostadestraat in De Pijp in Amsterdam. Quinty zat op de nabij gelegen Montessorischool en daarna deed ze de  havo (1983-1988). Ze studeerde voor het horecadiploma en werkte tegelijkertijd in dat segment als catering- en hotelmanager. Ze werkte in die periode ook als fotomodel (beide periode 1989-1994). Vanaf 1993 was ze kortstondig omroepster bij Veronica.

## Werkzaamheden
Trustfull heeft verschillende televisieprogramma's gepresenteerd, waaronder de Nationale Teleloterij, Veronica's Voetvolley, Hillywood, Baby TV en Wannahaves. Bij SBS6 presenteerde ze De 25 Grootste... en Thuis in Nederland. Sinds 2006 was ze in verschillende RTL-programma's te zien. Zo deed ze mee aan Dancing on Ice, waarin ze tweede werd, en presenteerde ze House Vision. Tussen 2008 en 2015 presenteerde Trustfull het wekelijkse woon- en klusprogramma Eigen Huis & Tuin, wat ze overnam van Corine Boon. In 2006 presenteerde ze al enkele afleveringen van dit programma. Van 2010 tot en met 2023 was Trustfull een van de vaste gezichten van Koffietijd, wat ze onder andere presenteerde met Loretta Schrijver en Patrick Martens. Met Koffietijd-collega Martens was ze in januari 2021 samen te zien in een aflevering van SBS6-programma Code van Coppens: De wraak van de Belgen. 
Op 19 december 2009 was ze eenmalig te zien in de openingsact van RTL's KerstSterrenCircus. In de oud & nieuw special van The Masked Singer van 2022 zat Trustfull in het pak van de klok.
Na het einde van Koffietijd was Trustfull niet meer te zien bij RTL 4. Op 4 januari 2024 werd bekend dat ze het gezicht van de nieuwe Warner Bros. Discovery-zender HGTV zou worden.
Trustfull is ambassadrice bij Pink Ribbon, Stichting DaDa en de Nationale Postcode Loterij.

## Privé
Trustfull is getrouwd met voetballer Orlando Trustfull en heeft samen met hem twee kinderen; onder wie actrice Moïse Trustfull. Ze woonden tot 2020 afwisselend in de Verenigde Staten en in Nederland.